# Area Committee
Viele der lokalen Verwaltungseinheiten in England, Schottland und Wales haben, sofern sich ihr Gebiet über eine größere Fläche erstreckt oder eine hohe Einwohnerzahl hat, dieses in kleinere Einheiten unterteilt, in denen  Area Committees für die Organisation bestimmter Aufgabenbereiche in ihrem Gebiet zuständig sind. Diese haben auch beratende Funktion für Entscheidungen der Verwaltung, sofern es ihr Gebiet betrifft. Ihre Mitglieder werden teilweise gewählt und teilweise aus den übergeordneten Gremien entsandt.

## England
In den Gebieten der Countys ist in der Regel jeweils ein Area Committee für das Gebiet der einzelnen Distrikte zuständig. In den Unitary Authoritys, die ja gleichzeitig nur einen Distrikt darstellen, orientiert sich die Zuordnung in der Regel an den Grenzen von Stadtbezirken, als Ward bezeichnet,  oder an Wahlkreisgrenzen.
Beispiele:
- - Birmingham - 11 Area Committees für das Gebiet der 11 Parlamentswahlkreise.
  - Bradford -5 Area Committees, jeweils für die Wards, die (zumindest ungefähr) einen gemeinsamen Wahlbezirk für die Parlamentswahl bilden.
  - Leicester - 9 Area Committees für jeweils 2 bis 3 Wards. Das Gebiet der Innenstadt gehört keiner Area an.
  - Kirklees - 7 Area Committees
  - Kingston upon Hull - 7 Area Committees
  - Oxford - 6 Area Committees

## Schottland
- Aberdeenshire - 6 Area Committees:[1]
  - Banff and Buchan
  - Buchan
  - Formartine
  - Garioch
  - Marr
  - Kincardine and Mearns

- Argyll and Bute - 4 Area Committees:
  - Bute & Cowal
  - Helensburgh & Lomond
  - Mid Argyll, Kintyre & Islay
  - Oban, Lorn & Mull

- Dumfries and Galloway - 4 Area Committees:
  - Annandale and Eskdale
  - Nithsdale
  - Stewartry
  - Wigtown

- East Ayrshire - 7 Area Committees:
  - Northern
  - Kilmarnock North
  - Kilmarnock Central
  - Kilmarnock South
  - Irvine Valley
  - Cumnock Area
  - Doon Valley

- Glasgow - 11 Area Committees:[2]
  - Bishops Wood
  - Central
  - Drumchapel and West
  - East (centre)
  - East
  - North
  - North West
  - South
  - South East
  - South West
  - West End

- Highland: 5 Area Committees:[3]
  - Caithness and Sutherland Area Committee
  - City of Inverness Area Committee
  - Lochaber Area Committee
  - Nairn and Badenoch and Strathspey Area Committee
  - Skye, Ross and Cromarty Area Committee

- Scottish Borders - 5 Area Committees:[4]
  - Berwickshire
  - Eildon
  - Tweeddale
  - Cheviot
  - Teviot and Liddesdale

## Wales
- Gwynedd - eigene Area Committees für Arfon, Dwyfor, Meirionnydd - ehemalige Distrikte.

- Monmouthshire - vier Area Committees

- Powys - eigene Area Committees für Brecknockshire, Montgomeryshire and Radnorshire.